# Manuel Fernández Berdial
Manuel Fernández Berdial (Gijón, Asturias, España, 16 de agosto de 1978), conocido como Manolo, es un futbolista español. Juega como delantero.

## Trayectoria
Destaca por su habilidad anotadora, quedando máximo goleador de la temporada 1998/99 con el Real Titánico y de la temporada 2000/01 con el C. D. Logroñés. También ha jugado en el Club Marino de Luanco, el C. D. Binéfar, el C. D. Recreación, el Caudal Deportivo, el C. D. Tuilla y el C. D. Llanes.

## Clubes
| Club                  | País   | Año       |
| --------------------- | ------ | --------- |
| Real Titánico         | España | 1997-1999 |
| Club Marino de Luanco | España | 1999-2000 |
| C. D. Logroñés        | España | 2000-2001 |
| C. D. Binéfar         | España | 2001-2002 |
| C. D. Recreación      | España | 2002-2003 |
| Caudal Deportivo      | España | 2003-2006 |
| C. D. Tuilla          | España | 2006-2008 |
| C. D. Llanes          | España | 2008-2009 |
| C. D. Tuilla          | España | 2009-2010 |